# マルタ猫

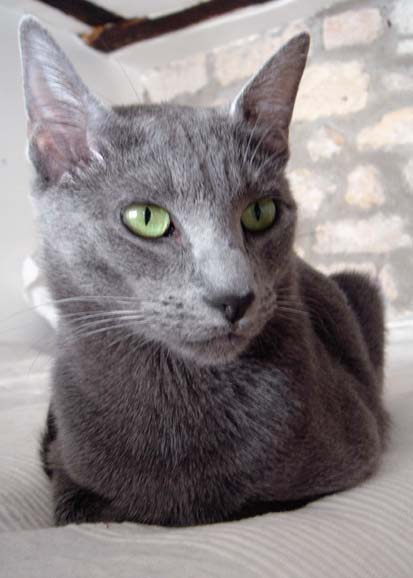
ロシアンブルーはマルタ猫の一種と言える。

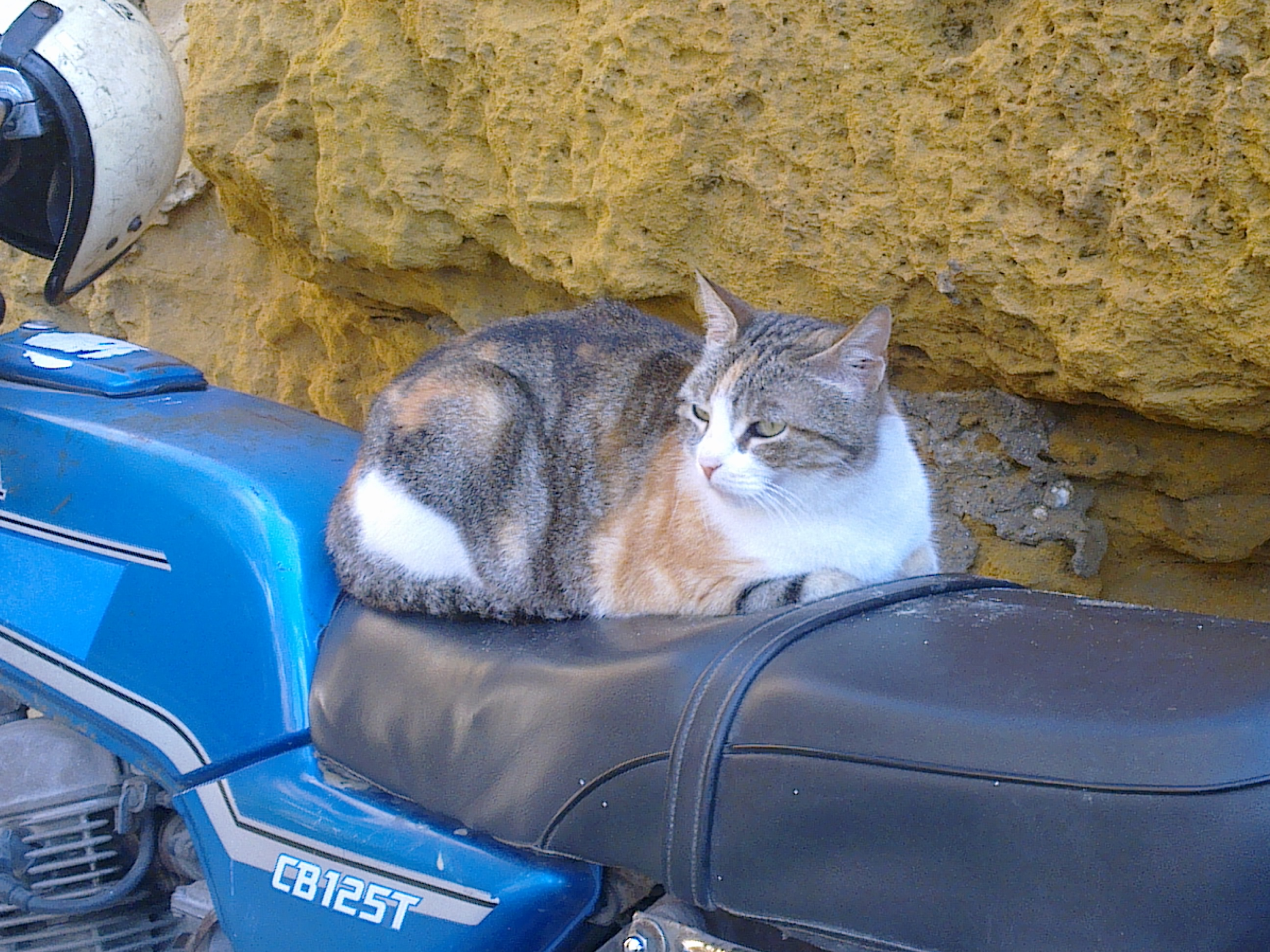
マルタのゴゾ島にあるチッタデッラの外にいるマルタ猫

マルタ猫（マルタねこ、英語: Maltese cat）、あるいはマルティーズ・キャットとは、毛皮が灰色か青色で、毛の短い猫を指す。マルタ島に住んでいる猫はもちろん、それ以外でも毛色が青や灰色であればマルタ猫と呼ぶ。

## マルタ島の猫
マルタには非常に猫が多く、「猫島」などと呼称されることもある。猫を目当てに来る観光客もいる。マルタ島の観光局は猫マップも発行している。
青や灰色の毛をした猫がマルタ島に多数生息していると言われている。このため、マルタ猫(Maltese cat)という言葉が青や灰色の猫を指して使われるようになったと考えられている。ただし、マルタ島に住む猫の全てがこのような毛色であるわけではない。

## 種類
必ず毛皮が青や灰色になる猫の種類があり、マルタ猫という言葉がこうした種類に対して用いられる。ロシアンブルー、シャルトリュー、コラットなどはこうした毛色をしているが、いずれもマルタ島には関係がない。他にもブリティッシュショートヘアのように、よく青っぽい毛色を呈する猫の種類がある。青っぽいブリティッシュショートヘアは非常によく見受けられるので、「ブリティッシュブルー」という種類だと考える場合もある。
種類にかかわらず、一様な灰色をした猫は色が濃淡の縞になったり、薄くなったりしない二重劣性の遺伝子を二対持っている。このため、一様な色をした灰色の猫二匹がつがいになると、必ず一様な灰色の毛皮を持った子猫が生まれる。

## 作品への登場
ラドヤード・キップリングによる「マルティーズ・キャット」("The Maltese Cat"、マルティーズ、キャット)というタイトルの短編小説がある。マルティーズ・キャットという名前の灰色のポニーの視点から語られる、イギリス領インド帝国でのポロのし合いに関する物語である。
サラ・パレツキーによるV・I・ウォーショースキーものの短編小説で、1990年に刊行された「マルタの猫」( “The Maltese Cat")という作品が存在する。1994年にハヤカワ文庫から刊行された『ヴィク・ストーリーズ』に日本語訳が収録されている。
パトリック・リー・ファーマの『遥かなるドナウ－ヨーロッパ徒歩旅行2』で、自転車を「マルタ猫」だと呼ぶところがある。